# Andoni Ugalde
Andoni Ugalde Muguruza (Oyarzun, Guipúzcoa, 31 de marzo de 1995), llamado Ugalde, es un pelotari español de pelota vasca en la modalidad de mano. Juega en la posición de delantero. Se enfrenta a lo contrario con Aspe. Su primer partido profesional fue el 24 de junio de 2016 en el Astelena Eibar Fronton.
Debutó en 2016, convirtiéndose junto a Ander Imaz en los pelotaris profesionales de la localidad de Oyarzun, que llevaba muchos años sin tener ningún manista profesional. Actualmente está estudiando ingeniería ecotecnológica.